# Championnat d'Israël de football 2013-2014
Navigation
Saison précédente Saison suivante
La saison 2013-2014 du Championnat d'Israël de football est la 62e édition du championnat de première division en Israël. La Ligat HaAl regroupe les quatorze meilleurs clubs du pays au sein d'une poule unique, où ils s'affrontent deux fois au cours de la saison, à domicile et à l'extérieur. À l'issue de cette première phase, les six premiers disputent la poule pour le titre, tandis que les huit derniers prennent part à la poule de relégation, qui voit les deux derniers être relégués en Liga Leumit. Elle a débuté le 25 août 2013 et se terminera le 17 mars 2014.
C'est le tenant du titre, le Maccabi Tel-Aviv, qui remporte à nouveau la compétition après avoir terminé en tête de la poule pour le titre, avec seize points d'avance sur l'Hapoël Beer-Sheva et vingt sur l'Hapoël Kiryat Shmona. C'est le vingt-deuxième titre de champion d'Israël de l'histoire du club.

## Les clubs participants
- Maccabi Tel-Aviv
- Hapoël Beer-Sheva
- Hapoël Kiryat Shmona
- Maccabi Haïfa
- Hapoël Bnei Sakhnin
- Hapoël Tel-Aviv
- MS Ashdod
- Hapoël Haïfa
- Betar Jérusalem
- Hapoël Acre
- Hapoël Raanana - Promu de Liga Leumit
- Maccabi Petach-Tikva - Promu de Liga Leumit
- Bnei Yehoudah
- Hapoël Nir Ramat Ha-Sharon

## Compétition

### Première phase
| Rang | Équipe                     | Pts | J  | G  | N | P  | Bp | Bc | Diff |
| ---- | -------------------------- | --- | -- | -- | - | -- | -- | -- | ---- |
| 1    | Maccabi Tel-Aviv T         | 66  | 26 | 21 | 3 | 2  | 58 | 18 | +40  |
| 2    | Hapoël Beer-Sheva          | 59  | 26 | 18 | 5 | 3  | 48 | 19 | +29  |
| 3    | Hapoël Kiryat Shmona       | 44  | 26 | 12 | 8 | 6  | 38 | 26 | +12  |
| 4    | Maccabi Haïfa              | 44  | 26 | 13 | 5 | 8  | 39 | 30 | +9   |
| 5    | Hapoël Bnei Sakhnin        | 40  | 26 | 11 | 7 | 8  | 30 | 25 | +5   |
| 6    | Hapoël Tel-Aviv            | 39  | 26 | 11 | 6 | 9  | 51 | 38 | +13  |
| 7    | MS Ashdod                  | 31  | 26 | 8  | 7 | 11 | 28 | 35 | -7   |
| 8    | Hapoël Haïfa               | 31  | 26 | 8  | 7 | 11 | 27 | 34 | -7   |
| 9    | Betar Jérusalem            | 30  | 26 | 8  | 6 | 12 | 21 | 28 | -7   |
| 10   | Hapoël Acre                | 27  | 26 | 6  | 9 | 11 | 24 | 37 | -13  |
| 11   | Hapoël Raanana P           | 26  | 26 | 6  | 8 | 12 | 20 | 33 | -13  |
| 12   | Maccabi Petach-Tikva P     | 23  | 26 | 5  | 8 | 13 | 28 | 45 | -17  |
| 13   | Bnei Yehoudah              | 20  | 26 | 4  | 8 | 14 | 26 | 39 | -13  |
| 14   | Hapoël Nir Ramat Ha-Sharon | 20  | 26 | 5  | 5 | 16 | 21 | 52 | -31  |

|  | Qualification pour la poule pour le titre |
|  | Participation à la poule de relégation    |
|  | T : Tenant du titre P : Promu de D2       |

### Play-offs
Les clubs conservent la totalité des points acquis lors de la première phase.

#### Poule pour le titre
| Rang | Équipe                | Pts | J  | G  | N  | P  | Bp | Bc | Diff |
| ---- | --------------------- | --- | -- | -- | -- | -- | -- | -- | ---- |
| 1    | Maccabi Tel-AvivT     | 84  | 36 | 26 | 6  | 4  | 76 | 30 | +46  |
| 2    | Hapoël Beer-Sheva     | 68  | 36 | 20 | 8  | 8  | 56 | 33 | +23  |
| 3    | Hapoël Kiryat ShmonaC | 64  | 36 | 18 | 10 | 8  | 59 | 38 | +21  |
| 4    | Hapoël Tel-Aviv       | 58  | 36 | 16 | 10 | 10 | 72 | 47 | +25  |
| 5    | Maccabi Haïfa         | 53  | 36 | 15 | 8  | 13 | 49 | 46 | +3   |
| 6    | Hapoël Bnei Sakhnin   | 47  | 36 | 13 | 8  | 15 | 37 | 47 | -10  |

|  | Qualification pour la Ligue des champions de l'UEFA 2014-2015 |
|  | Qualification pour la Ligue Europa 2014-2015                  |
|  | T : Tenant du titre C : Vainqueur de la Coupe d'Israël        |

#### Poule de relégation
| Rang | Équipe                     | Pts | J  | G  | N  | P  | Bp | Bc | Diff |
| ---- | -------------------------- | --- | -- | -- | -- | -- | -- | -- | ---- |
| 1    | Betar Jérusalem            | 42  | 33 | 12 | 6  | 15 | 31 | 32 | -1   |
| 2    | MS Ashdod                  | 39  | 33 | 10 | 9  | 14 | 35 | 45 | -10  |
| 3    | Hapoël RaananaP            | 38  | 33 | 9  | 11 | 13 | 31 | 40 | -9   |
| 4    | Hapoël Acre                | 36  | 33 | 8  | 12 | 13 | 30 | 42 | -12  |
| 5    | Hapoël Haïfa               | 34  | 33 | 9  | 7  | 17 | 30 | 45 | -15  |
| 6    | Maccabi Petach-TikvaP      | 33  | 33 | 8  | 9  | 16 | 39 | 57 | -18  |
| 7    | Hapoël Nir Ramat Ha-Sharon | 33  | 33 | 9  | 6  | 18 | 29 | 59 | -30  |
| 8    | Bnei Yehoudah Tel-Aviv     | 31  | 33 | 7  | 10 | 16 | 32 | 45 | -13  |

|  | Relégation en deuxième division |
|  | P : Promu de D2                 |

## Bilan de la saison
| Championnat d'Israël de football 2013-2014                        |                                 |
| Champion                                                          | Maccabi Tel-Aviv FC (22e titre) |
| Coupes et trophées                                                |                                 |
| Vainqueur de la Coupe d'Israël 2013-2014                          | Hapoël Kiryat Shmona            |
| Qualifications continentales                                      |                                 |
| Ligue des champions de l'UEFA 2014-2015                           | Maccabi Tel-Aviv FC             |
| Ligue Europa 2014-2015                                            | Hapoël Kiryat Shmona            |
| Ligue Europa 2014-2015                                            | Hapoël Beer-Sheva               |
| Ligue Europa 2014-2015                                            | Hapoël Tel-Aviv                 |
| Promotions et relégations                                         |                                 |
| Promus en Championnat d'Israël de football                        | Maccabi Netanya                 |
| Promus en Championnat d'Israël de football                        | Hapoël Petah-Tikvah             |
| Relégués en Championnat d'Israël de football de deuxième division | Hapoël Nir Ramat Ha-Sharon      |
| Relégués en Championnat d'Israël de football de deuxième division | Bnei Yehoudah Tel-Aviv          |